# Afnio
L'afnio è l'elemento chimico di numero atomico 72 e il suo simbolo è Hf.
È un metallo di transizione di aspetto lucido e colore argenteo; chimicamente assomiglia allo zirconio e si trova spesso nei minerali di zirconio. L'afnio si utilizza in lega con il tungsteno nei filamenti e negli elettrodi ed è utilizzato come assorbente di neutroni nelle barre di controllo dei reattori nucleari.

## Storia

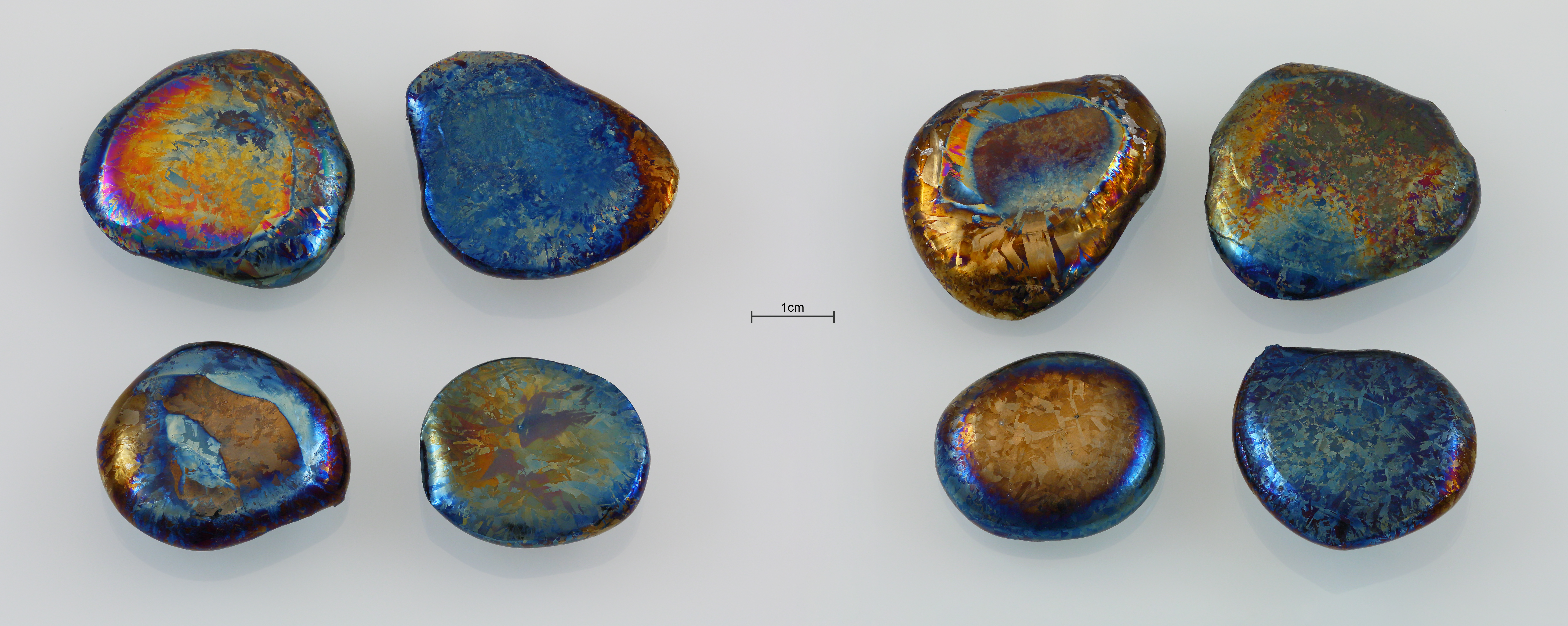
Campioni di Afnio puro al 99,9% rifusi con un saldatore ad arco al tungsteno visti fronte retro, con una visibile struttura cristallina. I colori sono un effetto dovuto a sottile strato di ossido.

L'afnio (dal latino Hafnia, l'attuale "Copenaghen") è stato scoperto da Dirk Coster e George Charles de Hevesy nel 1923 a Copenaghen, Danimarca.
Già nella Tavola periodica degli elementi elaborata da Dmitrij Mendeleev nel 1869 era previsto un corrispondente più pesante del titanio e dello zirconio, anche se Mendeleev aveva piazzato il lantanio subito al disotto dello zirconio in quanto egli basava le sue considerazioni sul peso atomico e non sul numero atomico.
Quando si comprese che dopo il lantanio era presente un gruppo di elementi con proprietà simili, iniziò la ricerca per gli elementi mancanti con numero atomico 43, 61, 72 e 75. Georges Urbain affermò di avere isolato l'elemento 72 nelle terre rare e pubblicò nel 1911 i risultati della sua ricerca sull'elemento chiamato celtium. Tuttavia né gli spettri né le caratteristiche chimiche corrispondevano alle aspettative cosicché, dopo un intenso dibattito, la sua scoperta fu rigettata.
All'inizio del 1923 alcuni chimici e fisici, tra cui Niels Bohr e Charles R. Bury, proposero che l'elemento 72 dovesse assomigliare allo zirconio e quindi non far parte delle terre rare. Queste considerazioni erano basate sulla teoria atomica di Bohr, sulla spettroscopia a raggi X di Mosley e su argomentazioni di natura chimica da parte di Friedrich Paneth.
Sulla base di queste considerazioni, Dirk Coster e George Charles de Hevesy cominciarono a cercare l'elemento 72 nei minerali di zirconio fino a giungere così alla scoperta dell'afnio nel 1923 a Copenaghen. Il nome dell'elemento fu derivato da Hafnia, il nome latino della città di Copenaghen, la città di Niels Bohr. Per questo nel sigillo della Facoltà di scienze dell'Università di Copenaghen compare un'immagine stilizzata dell'afnio.
L'afnio fu definitivamente identificato attraverso l'analisi ai raggi X in cristalli di zircone in Norvegia.
L'afnio fu separato dallo zirconio attraverso ripetute ricristallizzazioni dei fluoruri di ammonio o potassio da Jantzen e von Hevesey. L'afnio metallico fu preparato per la prima volta nel 1924 da Anton Eduard van Arkel e Jan Hendrik de Boer facendo passare il vapore del suo tetraioduro sopra un filamento di tungsteno riscaldato. Tale processo per la purificazione differenziata dello zirconio e dell'afnio è tuttora in uso.

## Caratteristiche

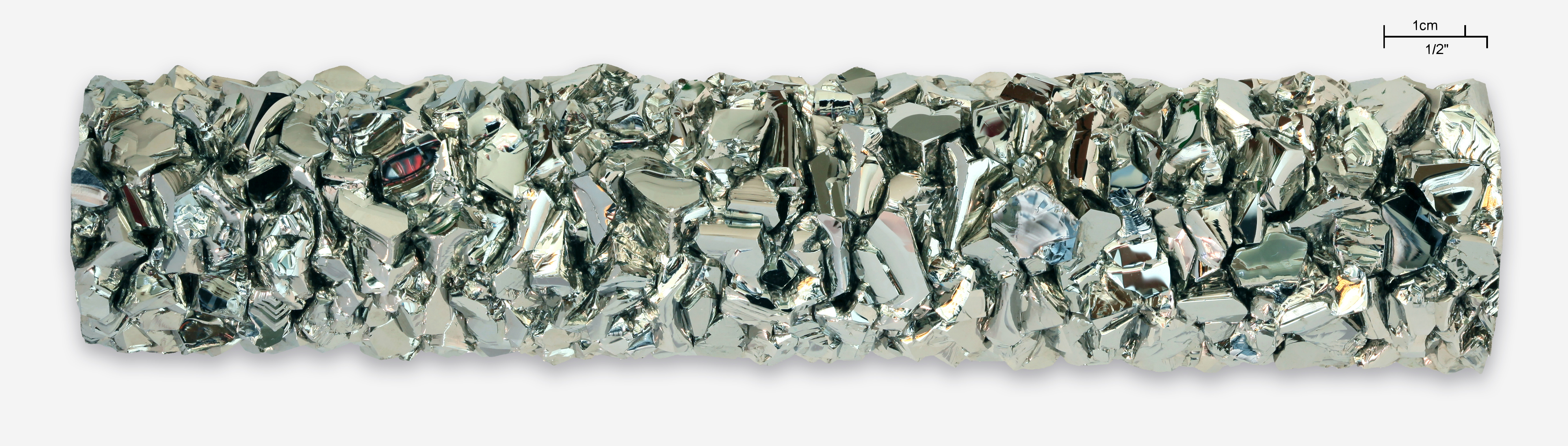
Afnio metallico

Questo metallo argenteo si presenta duttile e resistente alla corrosione. Le proprietà dell'afnio sono fortemente influenzate dalle impurezze di zirconio e questi due elementi sono tra i più difficili da separare. La sola differenza importante tra i due è la densità: quella dello zirconio è circa la metà di quella dell'afnio.
Il carburo di afnio è il composto binario più refrattario che si conosca (fonde a 4150 °C) ed il nitruro di afnio, con un punto di fusione di 3 310 °C, è il più refrattario fra tutti i nitruri metallici. Questo metallo è resistente agli alcali concentrati mentre gli alogeni reagiscono con esso formando tetraalogenuri di afnio. Ad alta temperatura l'afnio reagisce con ossigeno, azoto, carbonio, boro, zolfo e silicio.
L'isomero nucleare Hf-178-2m è usato come sorgente di raggi gamma e se ne sta studiando l'utilizzo come sorgente di energia nei laser a raggi gamma.
Dei sei isotopi che costituiscono l'afnio naturale, l'afnio-174 ha la maggiore sezione d'urto per neutroni termici. Il vantaggio dell'afnio rispetto agli altri assorbitori neutronici è che la reazione di assorbimento non produce elio. Inoltre la sua resistenza alla corrosione in acqua è maggiore delle leghe di zirconio da guaina, perciò rende possibile il suo impiego senza guaina, infine ha buona stabilità e mantenimento delle proprietà meccaniche sotto radiazione. Il periodo di esercizio delle barre in afnio può superare i 10 anni.
L'afnio solido subisce una trasformazione polimorfa a 1 700-2 000 °C. È un forte sottrattore di ossigeno e azoto anche a bassissima pressione (0,1-1,0 mPa) ed è generalmente utilizzato nell'analisi delle proprietà termiche dei materiali. Ossigeno e azoto si dissolvono nell'afnio, stabilizzano la fase α aumentando la sua temperatura di transizione, il cui valore più affidabile è di 1 742 °C. I risultati più affidabili vengono da esperimenti con campioni grandi, vuoto spinto e breve durata.

## Abbondanza e disponibilità
L'afnio si trova in natura combinato con i composti di zirconio e non esiste come elemento libero. I minerali che contengono zirconio come l'alvite [(Hf, Th, Zr)SiO4 H2O], thortveitite e zircone (ZrSiO4) contengono dall'1 al 5 per cento di afnio.

## Metodi di preparazione
Circa la metà dell'afnio metallico è prodotto mediante raffinazione dello zirconio. Questo processo si effettua riducendo il tetracloruro di afnio con magnesio o sodio nel processo Kroll oppure attraverso il meno efficiente processo van Arkel-de Boer.

## Applicazioni
L'afnio è utilizzato per fabbricare barre di controllo nei reattori nucleari per via della sua alta capacità di assorbimento dei neutroni: è in grado di assorbire neutroni energetici 600 volte più efficacemente che lo zirconio; inoltre ha ottime caratteristiche meccaniche ed un'eccezionale resistenza alla corrosione.
Altri utilizzi sono:
- nelle lampade ad incandescenza,
- per catturare i residui di ossigeno ed azoto,
- come elettrodo nel taglio al plasma per la sua capacità di emissione di elettroni,
- in lega con ferro, titanio, niobio, tantalio ed altri metalli.
- il biossido di afnio sarà utilizzato negli isolatori di gate High-K (ad alta costante dielettrica) nelle ultime generazioni di circuiti integrati.[23][24]

Intel ha introdotto una tecnologia di transistor per i suoi processori a 45 nm che fa uso dell'afnio.

## Precauzioni
L'afnio va trattato con attenzione perché quando è in polvere è piroforico, cioè si accende spontaneamente a contatto con l'aria. Composti contenenti questo metallo vengono raramente a contatto con le persone ed il metallo puro non è tossico, ma tutti i suoi composti dovrebbero essere trattati come sostanze tossiche. L'esposizione all'afnio e ai suoi composti non deve eccedere il TLV-TWA pari a 0,5 mg/m³, valore limite ponderato su 8 ore giornaliere.